# Jiří Pokorný (Radsportler)
Jiří Pokorný (* 14. Oktober 1956 in Brno) ist ein ehemaliger tschechoslowakischer Radrennfahrer und nationaler Meister im Radsport.

## Sportliche Laufbahn
Pokorný war Teilnehmer der Olympischen Sommerspiele 1976 in Montreal. Das Team mit Zdeněk Dohnal, Michal Klasa, Petr Kocek und Jiří Pokorný wurde in der Mannschaftsverfolgung auf dem 5. Rang klassiert.
1980 in Moskau war er erneut am Start der Sommerspiele. In der Mannschaftsverfolgung gewann der tschechoslowakische Vierer mit Teodor Černý, Martin Penc, Jiří Pokorný und Igor Sláma die Bronzemedaille.
Bei den UCI-Bahn-Weltmeisterschaften 1981 holte der Vierer mit Aleš Trčka, Martin Penc, Jiří Pokorný und František Raboň beim Sieg der DDR die Bronzemedaille in der Mannschaftsverfolgung.
1975 siegte er in der nationalen Meisterschaft im 1000-Meter-Zeitfahren vor Miroslav Vymazal. Die Meisterschaft in der Mannschaftsverfolgung gewann er 1975 und 1980. 1976 wurde er bei den nationalen Meisterschaften im Bahnradsport Vize-Meister im 1000-Meter-Zeitfahren hinter Petr Kocek. 1978 und 1979 wurde er jeweils Vize-Meister in der Einerverfolgung.
Im Straßenradsport gewann er 1975 zwei Etappen der Lidice-Rundfahrt. 1982 bestritt er mit der Nationalmannschaft das Milk Race. Er startete für den Verein Favorit Brno.